# بوبي موريسي
بوبي موريسي هو سياسي كندي، ولد في 18 نوفمبر 1954 في كندا. حزبياً، نشط في الحزب الليبرالي في جزيرة الأمير إدوارد ‏. وقد انتخب عضو مجلس العموم الكندي عن دائرة إيغمونت ‏ وقد انضم خلال فترته النيابية ‏ للكتلة البرلمانية الحزب الليبرالي الكندي.